# H&M
海恩斯莫里斯服饰（瑞典語：Hennes & Mauritz AB，瑞典語發音：[ˈhɛ̂nːɛs ɔ ˈmǎʊrɪts]，缩写为H&M，[ˈhôːɛm]）是瑞典的跨國時裝公司，總部位於斯德哥爾摩，於亞洲、歐洲和美國等多个国家都設有分店，产品以平價而知名。H&M由埃林·佩尔森（Erling Persson）於1947年于瑞典韦斯特罗斯成立。

## 历史
H&M创立者佩尔森因為有一次的美国之旅，激发了他开设一家以低廉价格和提供高档时尚女装服飾店的创意。这家服装店称作Hennes，在瑞典语中就是“她的”的意思。第一家Hennes服装店于1947年在韦斯特罗斯开业，这也正是现在的H&M前身。60年代中Hennes扩张到了瑞典大部分地区，1964年和1967年又在临近的挪威和丹麦开辟了新的市场。
为了进一步扩大在斯德哥尔摩的市场份额以及扩充产品线，1968年佩尔森收购了一家名为Mauritz Widforss的枪械及打猎用品商店，也因此获得了其男装业务。这之后的Hennes更名作Hennes & Mauritz并一直沿用至今。其后几年中H&M又繼续增加了儿童、青少年乃至婴儿装的产品线。70年代的H&M开始向北欧地区以外的欧洲国家扩张。
1976年在英国开设分店，之后又将业务扩张到瑞士和德国。
1982年，尔林·佩尔森的儿子史蒂芬·佩尔森（Stefan Persson）接替了其父亲的职位。此后的H&M定位更加潮流时尚，迎合了年轻人的追求。90年代后荷兰、比利时、卢森堡乃至奧地利都迎来了 H&M 的分店，而直到1998年H&M才在时尚之都巴黎开展自己的业务。
1999年年底，H&M宣布.将会进入西班牙市场，这意味着它将要与和自己定位相似的Zara相抗衡。
2000年，H&M来到了自己创意的诞生地美国。
直到21世纪，H&M才开始拓展其在亚洲的业务。虽然在1990年代H&M已經在香港開設辦公室，為其在香港拓展業務；不過，長達十多年也沒有開設分店。到2007年3月10日正式在香港開業。同年4月，中国大陆首间H&M店在上海开业。H&M深圳益田假日广场分店于2008年8月30日开业，是该公司在华南地区除香港特区外设立的首家分店。同年日本东京首家店铺开业。2009年，该公司在北京开设了四间分店。2014年，该公司在珠海开设了两间分店。分别位于南屏镇的華發商都和老香洲的揚名廣場。经过多年的拓点，至今H&M在中国已超过350家分店。H&M台灣首間旗艦店於2015年2月13日上午10時隆重開幕。坐落於台北市指標地段信義計畫區的微風松高店，總共有三層樓，店面面積超過 2900 平方公尺，旗艦店更設有 H&M Home 家居部門。H&M亞洲最大旗艦店於2016年11月開幕。坐落於台灣台北市西門町的西門旗艦店，總共有五層樓，店面面積超過 5000 平方公尺。
2017年，H&M宣布將於2018年初會推出新品牌Nyden，主要以80年代至2000年出生的人為對象。Nyden是兩個瑞典語的結合，意思是“new”和“it”。與一眾主打Y世代客羣的品牌不同， Nyden不會追趕潮流，也不會遵循傳統的時尚日程，價位屬於“affordable luxury”，最大的賣點是以限量聯乘模式主導，廣邀KOL、明星、名人合作設計，首個落實的合作單位是瑞典女演員Noomi Rapace和Instagram有過百萬粉絲的著名紋身師Doctor Woo。及後，2018年4月於網上發佈首批系列T-shirts，以黑白色為主，十分簡約。
2018年1月，H&M的網站出現一位黑人童裝模特兒穿上一件“coolest monkey in the jungle”標語的衞衣，而白人小朋友卻安排穿上“Survival Expert”和“Awesome”。這事件令上年與該連鎖店集團合作聯乘系列的The Weeknd宣布將來不會與它扯上任何關係，G-Eazy亦表示不會再跟H&M合作；同時引發南非有人衝入H&M店內搗亂。
2018年，H&M宣布推出bridal collection，此系列是以平價婚紗為主打，以親民的價錢讓新娘們擁有自己的婚紗。系列有帶著復古典雅味道的高領蕾絲款式，亦有露肩連身裙，而姊妹裙和婚紗價錢由$500起。
2018年4月，H&M宣布將於同年11月與意大利品牌 Moschino推出聯乘系列。2018年，H&M旗下品牌Collection of Style獲邀參展於每年一月及六月在意大利佛羅倫斯舉行的 Pitti Uomo高級男士服飾展。亦是展覽以來第一次邀請「快時尚」品牌參加。
2018年5月，H&M宣布將會推出用彩虹色調作主導的別注系列，當中更會寫上“pride”、“united”、“equality” 等字樣的 T裇、外套等等。而品牌亦表示希望透過系列宣揚愛與平權的訊息，並宣佈將於 5 月 31 日全球限量發售。而所得收益中的10％將會捐贈至 United Nations Human Rights Office 的 《Free & Equal》 計劃。
2018年，H&M為泳裝拍攝廣告硬照，而硬照中沒有使用任何修圖軟件，鼓勵女性以真實的一面示人，此舉獲網民大讚。
2018年8月，H&M推出2018秋季系列，而宣傳照中驚喜地再次用上之前宣布退出的安室奈美恵。
2018年10月，推出與MOSCHINO的聯乘系列，命名為 MOSCHINO [tv] H&M，包括印有 Disney 和 MTV 主角的圖案標誌，靈感取自電視機，配合八九十年代韻味設計而成的。
2019年， H&M旗下品牌 COS於K11 MUSEA開設專門店，女裝及男裝系列分別座落於兩個不同區域，並以玻璃牆和開放式店面連繫起來。
截至2020年11月30日，H&M在全球拥有的商店总数为5,018间，其中主要十大销售市场分别是德国457间、美国582间、英国289间、中国505间、法国228间、瑞典168间、俄罗斯155间、意大利174间、荷兰135间、瑞士98间。
2021年3月，H&M首席執行官透露，據保守估算，H&M最新財季虧損12億港元，并在2021年將在全球關閉250間門市，目前在中國已有20間門市關閉。截至8月底的第三季，H&M中國市場營收銳減至少40％。H&M首席執行長Helena Helmersson在分析師會議上證實此一估算，但拒絕進一步評論中國市場，只形容「情況極其複雜」。同年9月，H&M与门户乐团达成合作伙伴关系，宣布开拓音乐与艺术家品牌商品市场，并与威肯和麦当娜著名设计师和艺术家合作，通过新成立的创作工作室为全球艺术表演者经营商品商店提供服务。
2022年6月22日，H＆M關閉了位於上海淮海中路、有15年歷史的中國第一家门店。

## 特点

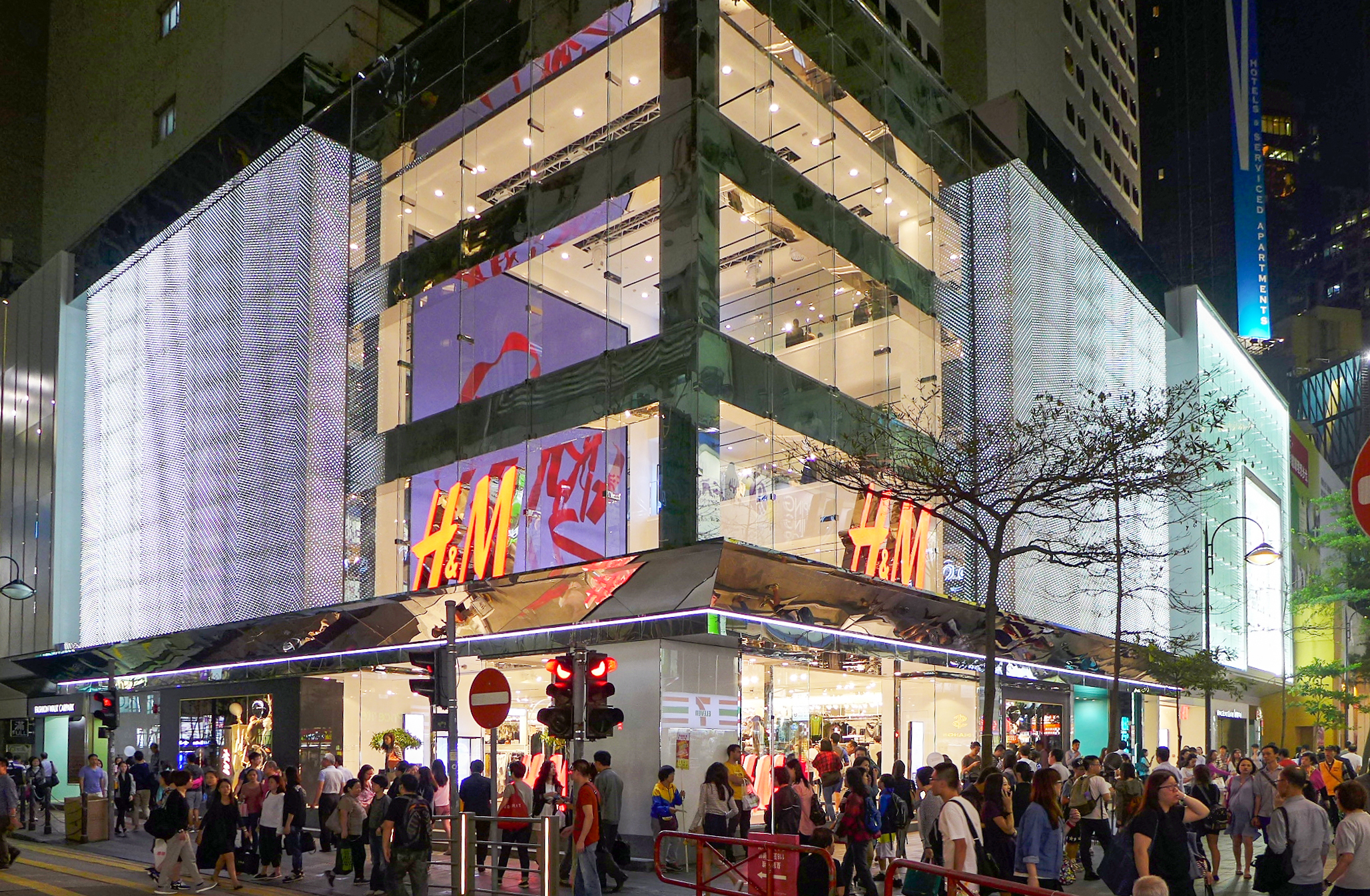
香港銅鑼灣恆隆中心內的H&M樓高三層，面積達4.6萬方呎，在台北西門町旗艦店開幕前為亞洲首家及最大型的H&M全球旗艦店。

作为快速服装生产商，H&M的最大特点之一就是从服装设计到成为专卖店中商品的时间极短。这使得消费者能够更快速得接触到最前衛的时尚商品。还有助于压缩成本，H&M的产品比定位类似的西班牙品牌Zara还要便宜一些。款式多、数量少的销售理念运用了长尾效应的原理。H&M在宣传方面投入也很多，除了广告外，它还与著名设计师或是名人如瑪丹娜联手设计服装以吸引人们的购买欲。H&M最吸引人的还是其在时尚界主导了奢侈大牌和平價快速时尚的crossover。H&M从2004年起便和奢侈品大牌进行跨界合作，每当合作，便有很多人为了H&M价格低廉却是一线大牌设计师设计的衣服而去疯狂排队，这包括了2012年的Marni, 2011年的Versace，2010年的Lanvin，以及川久保玲，Jimmy Choo，Roberto Cavalli，Maison Martin Margiela, Isabel Marant, Alexander Wang等。

## 分店

2012年全球分店圖
300間分店以上
200間分店以上
100間分店以上
50間分店以上
20間分店以上
10間分店以上
1間分店以上
即將開幕

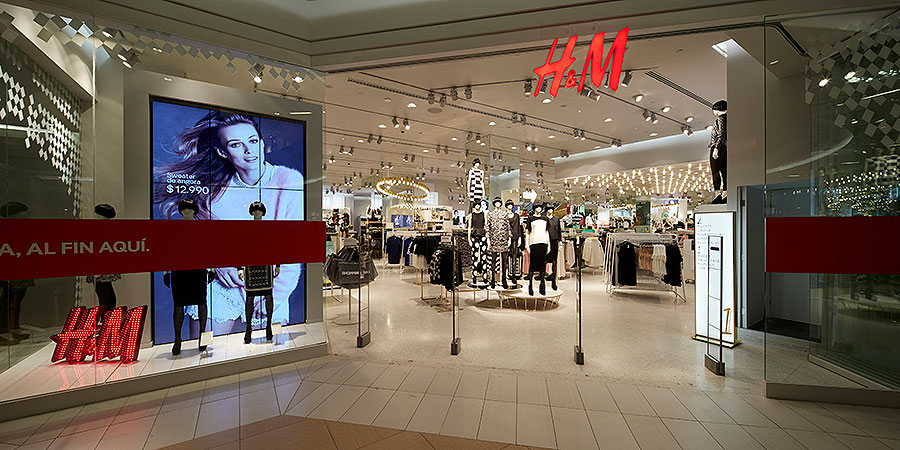
智利聖地亞哥Costanera Center分店
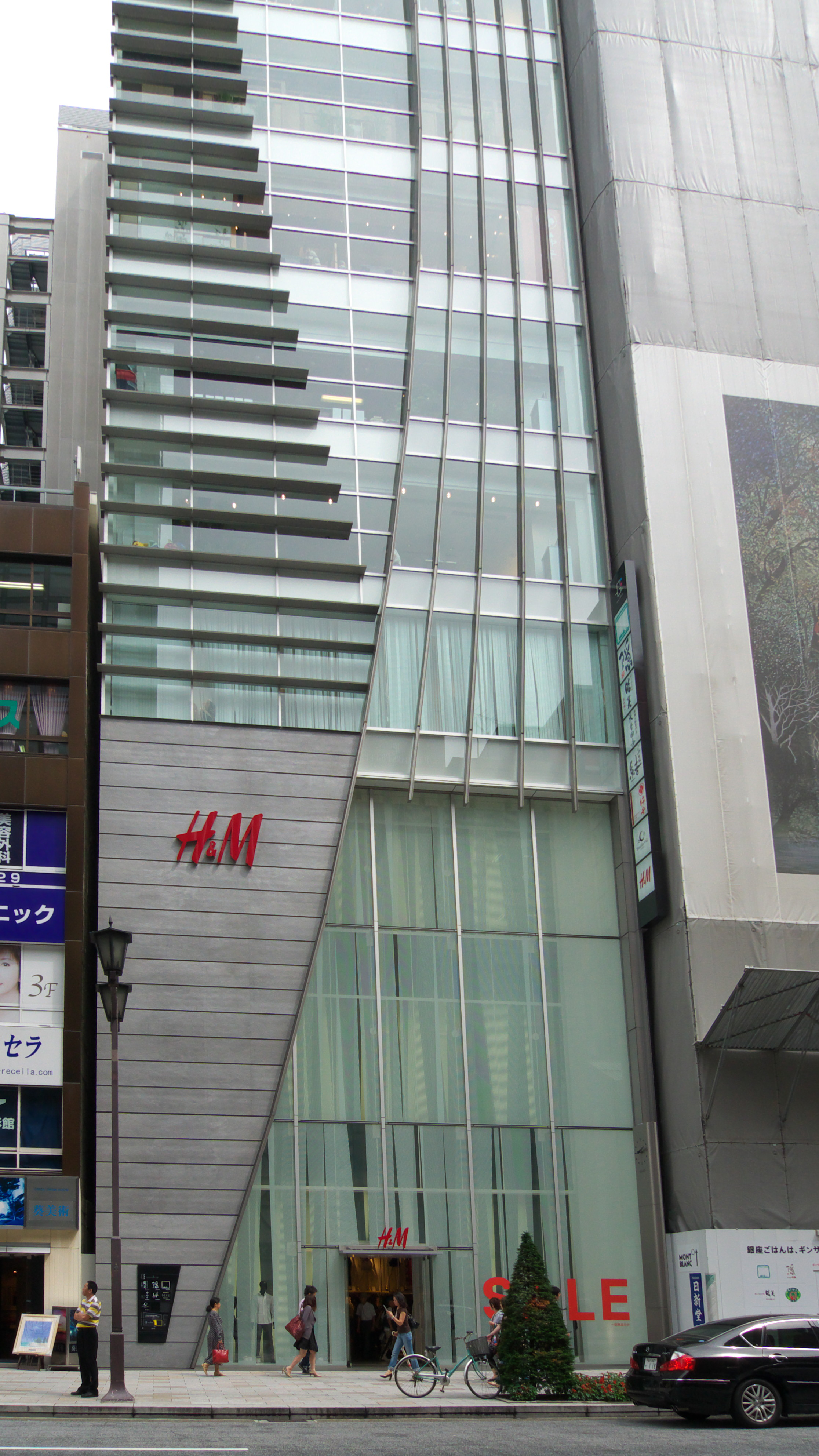
東京銀座店（已結業）
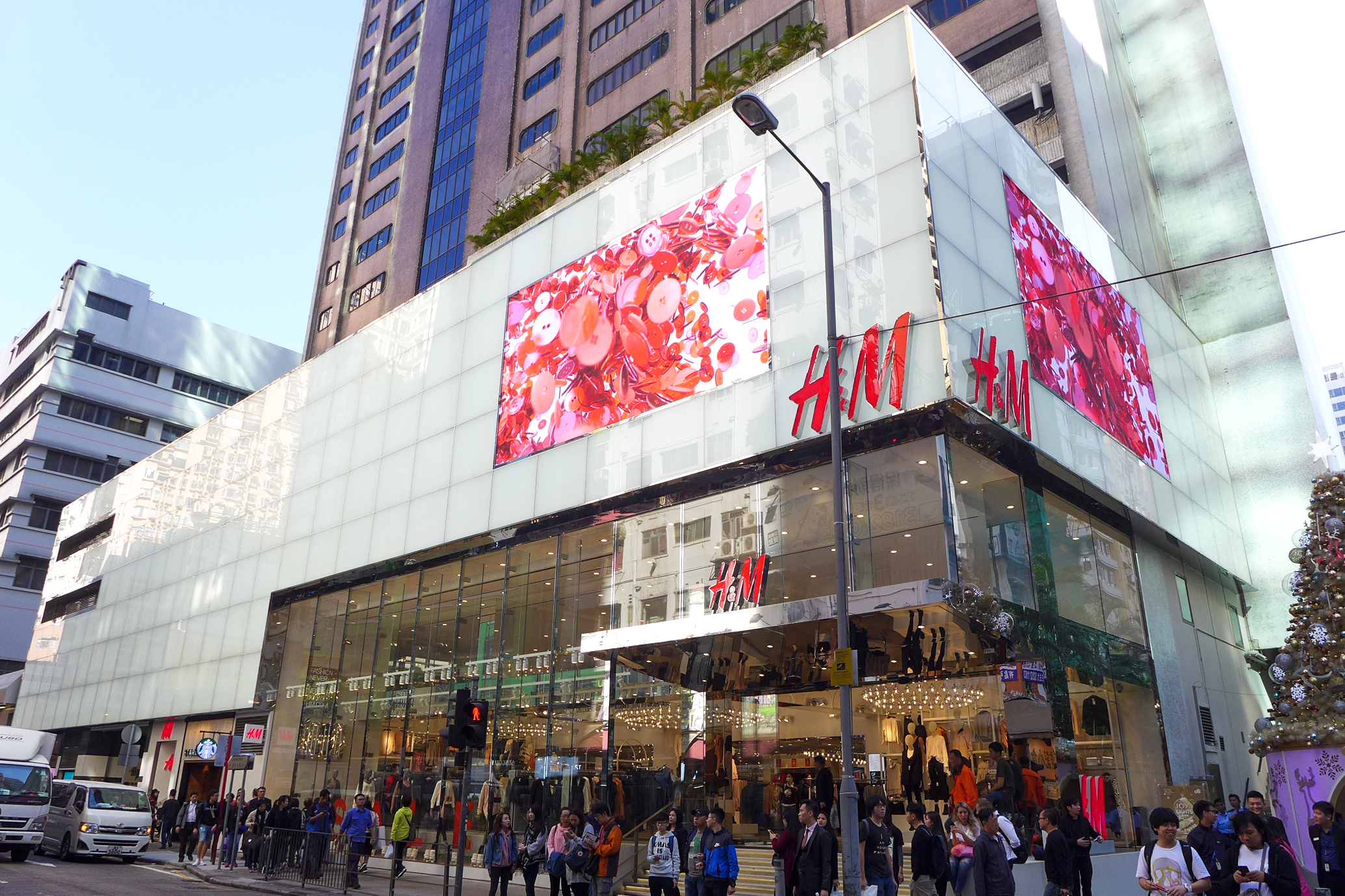
香港旺角家樂坊店（已結業）
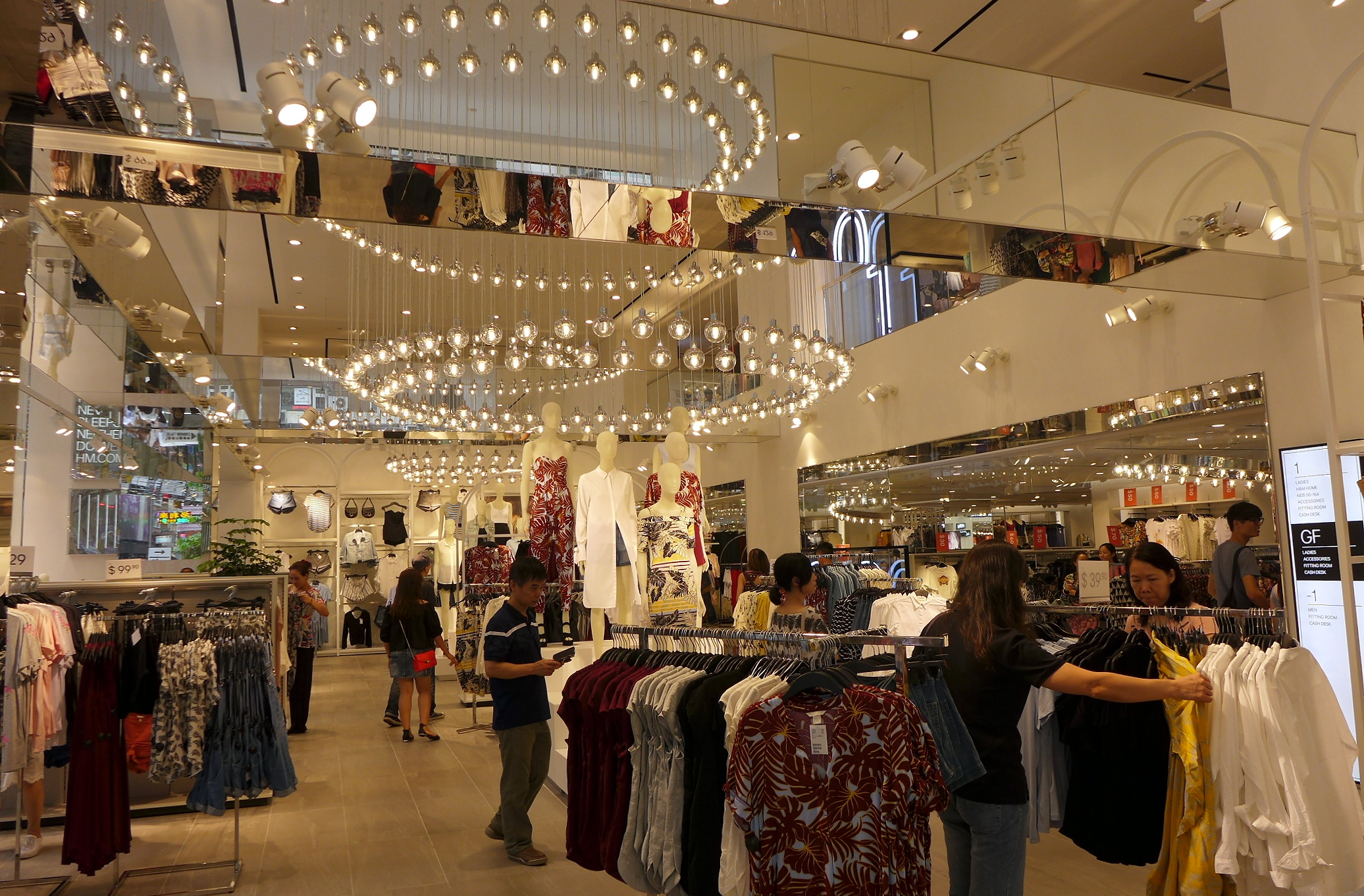
香港旺角家樂坊店（已結業）
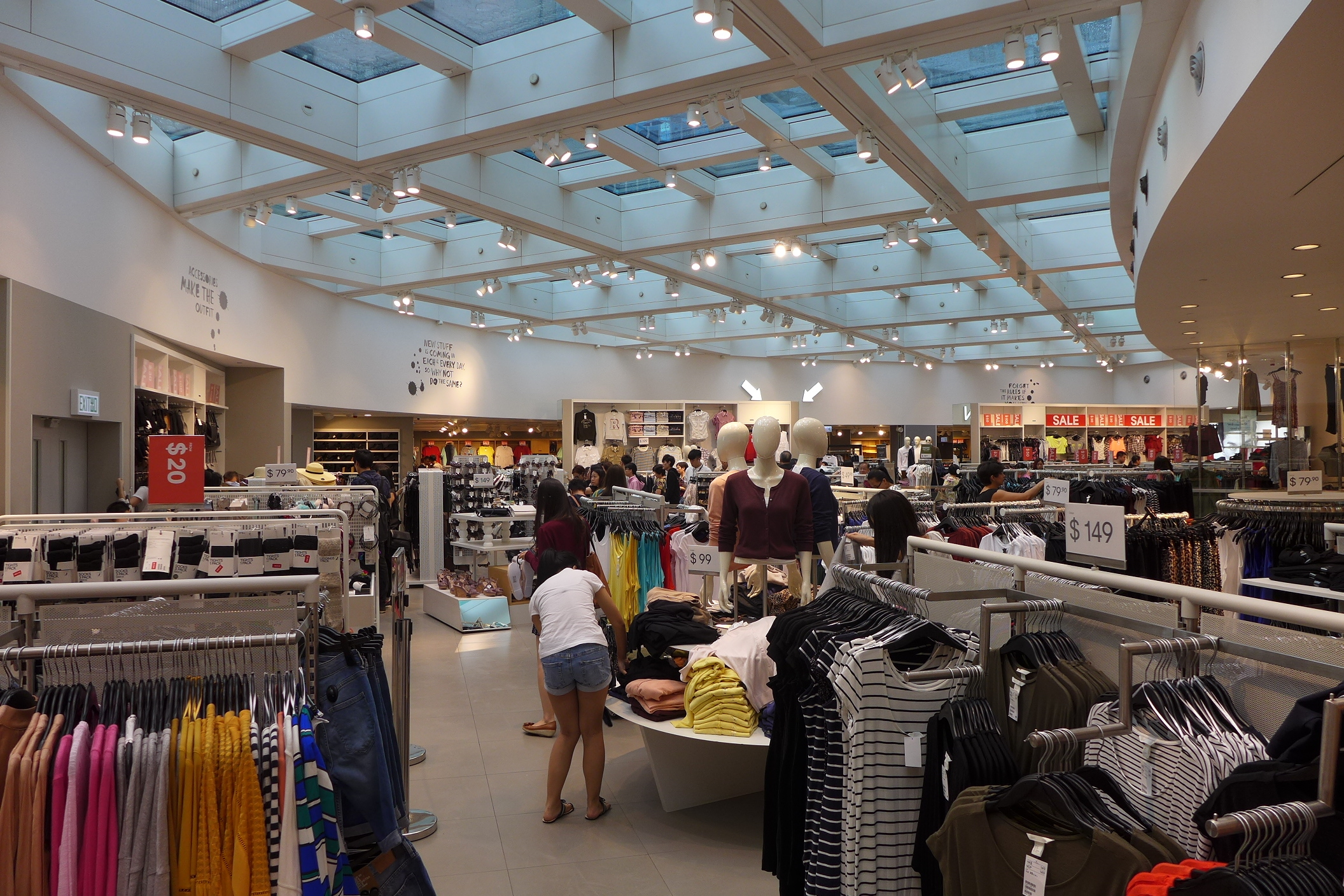
香港觀塘apm分店（已結業）
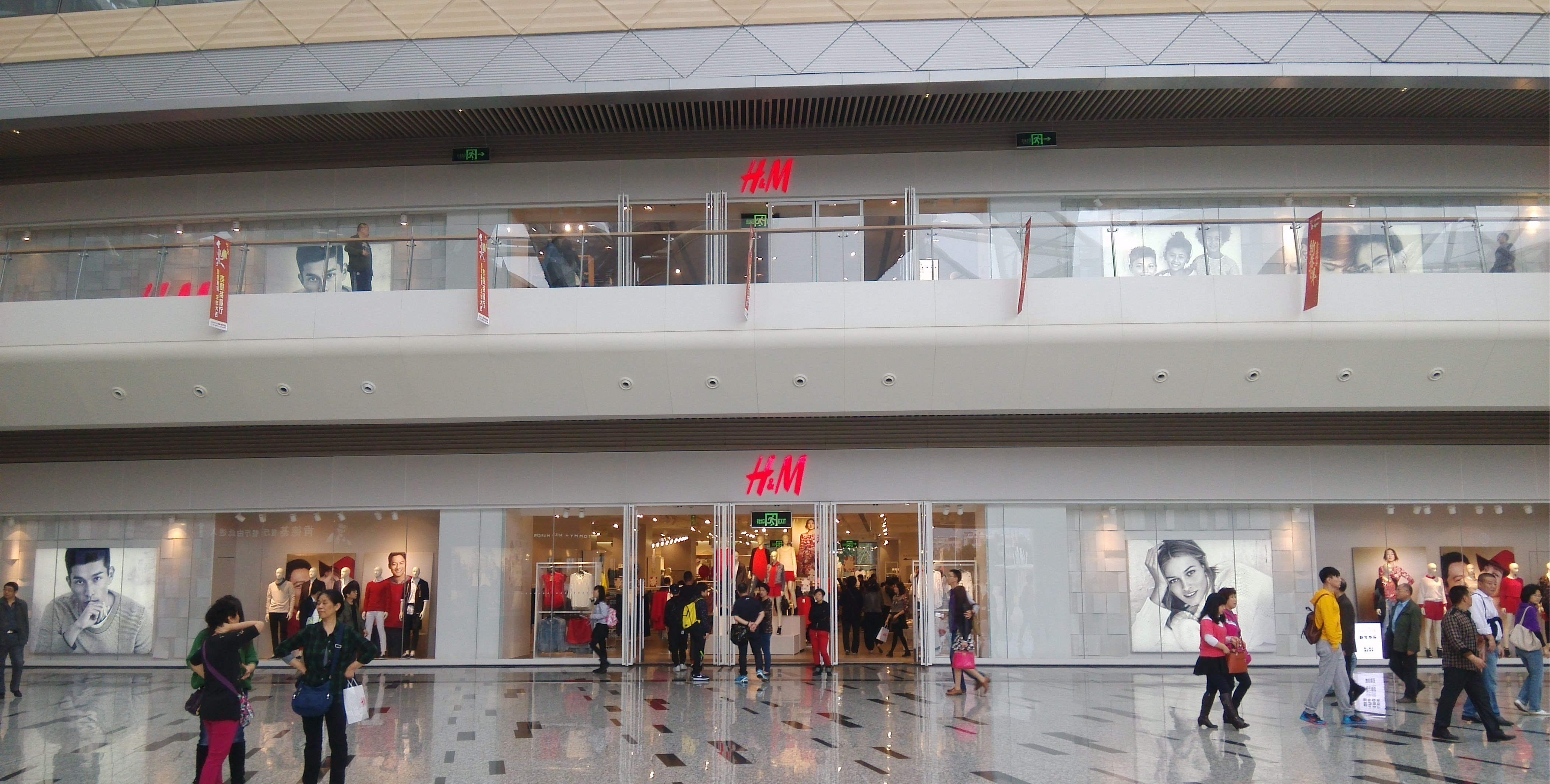
珠海华发商都店

## 旗下品牌
- COS (Collection of Style)
- & Other Stories
- FaBric Scandinavien AB
- Cheap Monday (已歇業)
- Monki
- Weekday
- ARKET

## 相关争议

### 种族歧视事件
2018年，H&M发布男童裝系列宣传照，其中一張是一名黑人男童穿上一件印有「coolest monkey in the jungle」（全森林最酷的猴子）字樣的衛衣。同系列還有兩款衛衣，分別印有動物圖案和印有「醒目的倖存者」（survival expert）字句，均以白人男童為模特兒。此举引起民间强烈不满和反弹，加拿大流行歌手The Weeknd表示對事件感到震驚，并不會再同H&M合作。时装設計師Alex Medina表示：「已經2018年了，怎可能還會有一個品牌／美術總監可以如此疏忽、如此低警覺性。」H&M迅速發表道歉聲明，表示對拍下這相片感到極度遺憾，也不應以這樣的字句來設計衛衣。公司不單撤走廣告，全球都不會銷售這款童裝。「很明顯我們沒有做好監控工序，這是毫無疑問的。我們將徹底調查，避免同類事件再發生。」对此，在非洲族裔为主的国家爆发强烈反弹和抗议，南非約翰內斯堡多家H&M店遭打砸，警察用橡膠子彈驅散和平示威的人群。据传媒报道，當地激進團體「經濟自由鬥士黨」（EFF）策劃了打砸事件。 其成员表示“H&M正在為他們那些種族歧視的廢話承擔後果，所有理性的人都應該同意，H&M應該退出南非。”

### 新疆棉事件
2021年3月24日，H&M因2020年9月发布的一份声明称“不与位于新疆的任何服装制造工厂合作，也不从该地区采购产品或原材料”，而遭到中国共青团中央等中国官媒和中国民众抵制。当日晚间，H&M于微博和中文官网发表声明称，该集团一贯秉持公开透明的原则管理其全球供应链，确保全球范围内的供应商遵守其可持续发展承诺如《经合组织负责任的商业行为准则》，并不代表任何政治立场。3月31日，H&M在其官网发布声明表示，其对中国市场的承诺仍然坚定，并致力于重新赢得消费者和合作伙伴的信任。

## 競爭品牌
- Zara
- Uniqlo
- GAP
- Forever 21
- Bossini
- Topshop

## 外部連結
- H & M 官方網站（页面存档备份，存于）
- H & M 天貓官方旗艦店
- H&M的Facebook專頁
- H&M的X（前Twitter）
- H&M的Instagram帳戶